# Santa Luċija Football Club
El Santa Lucia FC es un equipo de fútbol de Malta que juega en la Primera División de Malta, la segunda categoría de fútbol en el país.

## Historia
Fue fundado en el año 1974 en el poblado de Santa Lucía aunque por un corto periodo de tiempo se le conocía como Santa Lucia Net Stars.
El club es más conocido por haber formado parte de un reality Show llamado Net Stars producido por el canal NET TV conocido como una copia del programa italiano Campioni, il Sogno, el cual se basaba en el equipo ASD Cervia 1920 que mostraba el éxito del club, el cual era bastante limitado.